# Североатлантические треки

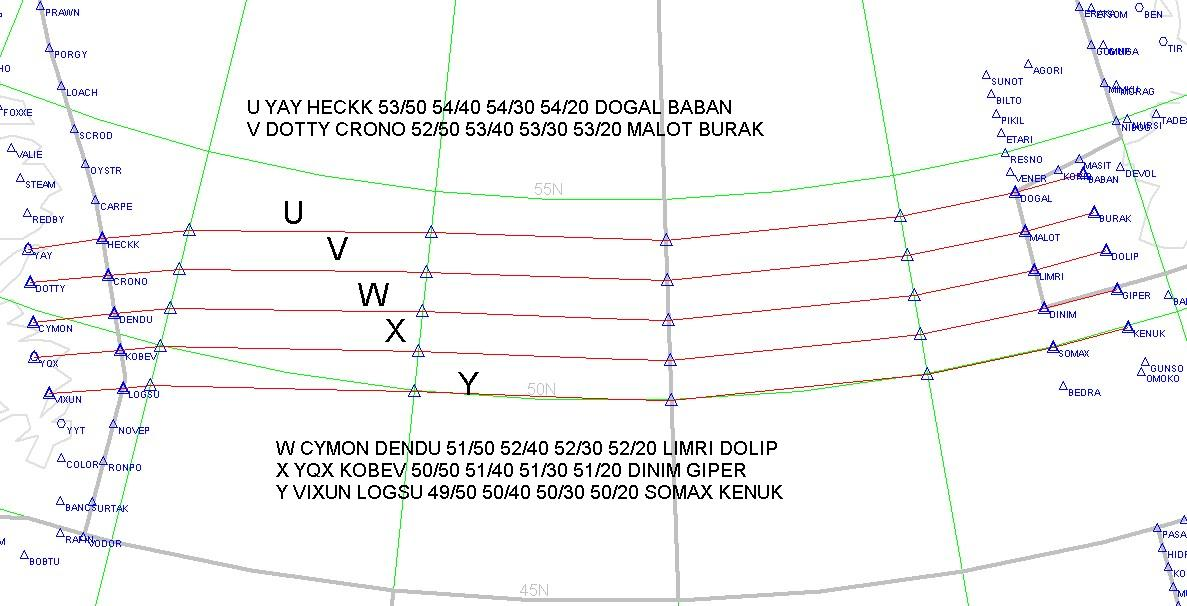
Схема североатлантических треков за 4 мая 2006 года (в восточном направлении)

Североатлантические треки (англ. North Atlantic Tracks, NAT Tracks) — установленные авиационные маршруты над Атлантическим океаном, соединяющие Северную Америку с Европой. Треки обеспечивают необходимое эшелонирование в тех районах над океаном, где затруднено постоянное радиолокационное обеспечение полётов.
Североатлантические треки рассчитываются таким образом, чтобы обеспечить наиболее благоприятные условия для пересечения океана воздушными судами с учетом ветра и других погодных явлений, что обеспечивает экономию топлива и сокращение времени в пути. Для этого система организованных треков (OTS) меняется каждый день (а фактически публикуется два раза в день: для одного направления — днём, для другого — ночью, иногда — чаще).

## Воздушное пространство MNPS
Особенности использования воздушного пространства Северной Атлантики обусловлены потребностями пассажиров, различиями в часовых поясах, необходимостью соблюдать меры по снижению шума над аэропортами. Воздушное сообщение делится на два больших потока: поток в западном направлении из Европы утром (по UTC) и в восточном направлении в Европу вечером. Пик первого потока (по пересечению 30° западной долготы) приходится на 1130—1900 UTC, а второго — на 0100—0800 UTC.
Пиковая односторонняя нагрузка в сочетании с затрудненностью радиолокационного контроля над значительной частью территории Северной Атлантики привела к необходимости создания особых процедур для выполнения полётов в этом регионе. Было выделено воздушное пространство MNPS (англ. Minimum Navigation Performance Specifications — технические требования к минимальным навигационным характеристикам). Пространство включает в себя океанические районные диспетчерские центры Рейкьявик, Шенвик, Гандер, Санта-Мария и часть океанического РДЦ Нью-Йорк к северу от 27° с.ш., но исключая область к западу от 60° з.д. и к югу от 38°30' с.ш. на эшелонах от FL290 до FL410.

## Система организованных треков
Систему организованных треков (OTS) устанавливает соответствующий океанический районный диспетчерский центр (РДЦ). В ночное время (для движения в восточном направлении) OTS устанавливает океанический РДЦ Гандер, а в дневное (движение в западном направлении) — океанический РДЦ Шенвик (Престуик). При этом они учитывают треки, которые могут понадобиться РДЦ Нью-Йорк, Рейкьявик и Санта-Мария.
Вслед за этим OTS публикуется посредством рассылки по сети авиационной фиксированной электросвязи (AFTN). Как правило, OTS для движения в западном направлении публикуется в 2200 UTC, а OTS для движения в восточном направлении — в 1400 UTC. В случае значительных изменений погодных и других условий сообщение может меняться чаще.

### Структура сообщения OTS
Треки получают буквенные обозначения, причем треки в западном направлении (дневные) обозначаются с начала алфавита (с буквы A) в направлении с севера на юг по точке начала трека. Треки в восточном направлении (ночные) обозначаются с конца алфавита (с Z) в направлении с юга на север.
Затем обозначается входная точка, промежуточные точки (по географическим координатам) и выходная точка. Потом следует перечисление доступных эшелонов в том или другом направлении. Заключительная часть информации о треке несёт данные о процедурах входа и выхода с трека. Например (западный дневной трек):

A IPTON 66/10 68/20 67/30 67/40 65/50 63/60 IKMAN FEDDY

EAST LVLS NIL

WEST LVLS 310 320 330 350 360 370 380 390

EUR RTS WEST

NAR N528A-

Все сообщение целиком помимо списка активных треков содержит также информацию о дате, океаническом РДЦ, опубликовавшем сообщение, его времени действия. Он также содержит контрольный код TMI (англ. Track Message Identification), в котором три цифры отражают число дней с начала текущего года (например, 1 февраля — 032), и (при необходимости) дополнительный буквенный идентификатор, начиная с A, обозначающий номер редакции сегодняшнего сообщения, если оно перевыпускалось.
Кроме того сообщение содержит обширный раздел замечаний, призванных привлечь внимание экипажей к возможным ошибкам и напомнить о необходимости соблюдения определенных процедур.
Текущее сообщение OTS можно найти здесь.

### Время действия и смена OTS
Как было сказано, время действия OTS указывается в сообщении и составляет обычно:
- дневной OTS 1130—1900 UTC по пересечению 30° з.д.,
- ночной OTS 0100—0800 UTC по пересечению 30° з.д.

Время между окончанием действия одного OTS и началом действия другого является переходным периодом, во время которого могут накладываться некоторые ограничения на маршрут полёта и эшелон. Их требуется согласовывать дополнительно.

## Структура полярных треков
Структура полярных треков (PTS) является второй важной системой треков в пространстве MNSP и используется для полётов по оси Европа — Аляска. В океаническом РДЦ Рейкьявик пик движения в западном направлении наблюдается с 1200 до 1800 UTC, а в РДЦ Будё — с 0900 до 1800 UTC. В обратном направлении пик в этих районах наблюдается с 0000 до 0600 UTC. Для ускорения этого потока в пиковые часы внедряется система полярных треков, состоящая из 10 фиксированных треков в РДЦ Рейкьявик, пять из которых продолжаются в РДЦ Будё или проходят через него.

## Альтернативы системе организованных треков
Следует отметить, что использование OTS не обязательно, и в настоящее время лишь половина воздушных судов пересекает Северную Атлантику по ним. Система PTS также не является обязательной, хотя и настоятельно рекомендуется.
Возможны полёты по произвольным маршрутам (англ. random tracks), проходящим в стороне от организованных треков, а также полёты, которые входят или покидают организованный трек (в таком случае используемый трек должен быть внешним, а весь полёт считается полётом по произвольному маршруту).
Кроме того, в структуре воздушного пространства над Северной Атлантикой предусмотрены маршруты, по которым могут лететь воздушные суда, не отвечающие нормам MNPS..
Также существует развитая сеть маршрутов, призванных служить для перехода от полётов над континентами к полётам в пространстве MNSP, среди которых можно выделить североамериканскую NAR (англ. North American Routes) и европейскую NERS (англ. North Atlantic European Routing Scheme), информация о которых часто публикуется в сообщении OTS, чтобы обозначить процедуры входа на треки и выхода с них.

## Эшелонирование
Правила эшелонирования на североатлантических треках определяются Дополнительными региональными правилами Североатлантического региона в документе 7030 ИКАО.
В общем случае минимальное боковое эшелонирование составляет 110 км (60 миль) между воздушными судами, отвечающими MNPS в пределах воздушного пространства MNPS. Если хотя бы одно из воздушных судов не отвечает MNPS или его маршрут проходит за пределами воздушного пространства MNPS, боковое эшелонирование увеличивается. Также на практике расстояние в 110 км принято приравнивать к 1° по широте.
Минимальное продольное эшелонирование в общем случае составляет:
- 15 минут, или
- 10 минут при применении метода числа Маха, то есть при контроле скорости.

Минимальное вертикальное эшелонирование составляет 300 м между эшелонами FL290 и FL410 включительно. Таким образом, на североатлантических треках действуют минимумы сокращенного вертикального эшелонирования (RVSM).
На североатлантических треках применяются процедуры стратегического бокового смещения.